# 4. Internationale Sechstagefahrt

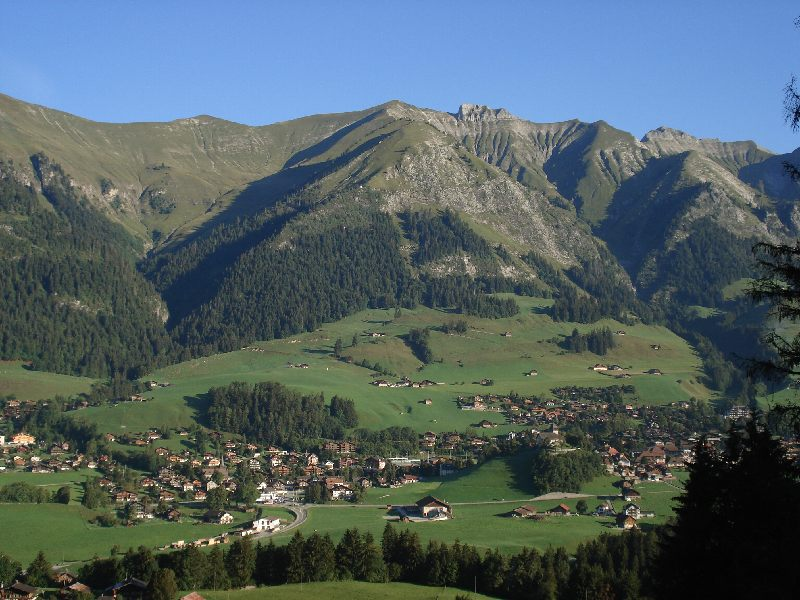
Château-d’Oex, Ziel der vorletzten Etappe der 4. Internationalen Sechstagefahrt

Die 4. Internationale Sechstagefahrt fand vom 1. bis zum 6. August 1922 in der Schweiz statt. Start und Zielort war Genf.
Auf Grund des Vorjahressieges bei der 3. Internationalen Sechstagefahrt konnte die Schweizer Trophy-Mannschaft ihren Titel im Heimatland verteidigen. Erneut wählte man eine Rundfahrt durch das ganze Land. Es gewann zum dritten Mal in Folge das Schweizer Team.

## Wettkampf
Im Wettbewerb um die Trophy-Wertung beteiligten sich die Nationalmannschaften aus der Schweiz, dem Vereinigten Königreich und erstmals aus Schweden.

### 1. Tag
Die Strecke am ersten Tag führte von Genf nach La Chaux-de-Fonds über 210 Kilometer.

### 2. Tag
Die Strecke am zweiten Tag führte von La Chaux-de-Fonds nach Zürich über 280 Kilometer.

### 3. Tag
Die Strecke am dritten Tag führte von Zürich nach Lugano über 310 Kilometer.

### 4. Tag
Die Strecke am vierten Tag führte von Lugano nach Bern über 300 Kilometer.

### 5. Tag
Die Strecke am fünften Tag führte von Bern nach Château-d’Oex über 320 Kilometer.

### 6. Tag
Die Strecke am letzten Tag führte von Château-d’Œx nach Genf über 290 Kilometer. Während dieser Etappe stürzte der Motosacoche-Fahrer Bodoni. Dadurch wurde eine bessere Platzierung für dieses Schweizer Team verhindert.

## Endergebnis
| Platz | Team                                                                                     | Punkte |
| ----- | ---------------------------------------------------------------------------------------- | ------ |
| 1.    | Schweiz Jean Morand (Condor) André Robert (Motosacoche) Edouard Gex (Motosacoche)        | 2990   |
| 2.    | Vereinigtes Königreich Geoff Davison (Levis) Alec Bennett (Sunbeam) Frank Giles (A.J.S.) | 2989   |
| 3.    | Schweden Bernhard Malmberg (Husqvarna) Gustav Göthe (Husqvarna) Per Svanbeck (Husqvarna) |        |

In der Einzelwertung waren Geoff Davison (Levis) und der Schweizer Dinekel (Condor) in der Motorrad-Klasse bis 250 cm³ mit 1000 Punkten punktgleich Sieger. In der 350-cm³-Klasse gewann der Brite Williams (1000 Punkte) vor seinem Landsmann Harris mit 988 Punkte (beide auf A.J.S.).
Die 500-cm³-Klasse gewann der Schweizer Francesco Franconi (995 Punkte) auf Motosacoche vor dem Briten Bennett (993 Punkte) auf Sunbeam und den schwedischen Husqvarna-Piloten Gustav Göthe (990 Punkte) und Bernhard Malmberg (983 Punkte). Der Schweizer Morand auf Condor gewann mit 1000 Punkten vor dem Franzosen Lambert auf Viratelle mit 991 Punkte in der 750-cm³-Klasse.
Die 1000-cm³-Klasse wurde von Schweizer Fahrern dominiert. Sutter (998 Punkte) auf Harley-Davidson siegt vor André Robert (992 Punkte) auf Motosacoche und Leu (991 Punkte) auf Harley-Davidson.
Bei den Motorradgespannen siegte der Schweizer Harley-Davidson-Fahrer A. Rothenbach (1000 Punkte) vor Edouard Gex (998 Punkte) auf Motosacoche und Frank Giles (996 Punkte) auf A.J.S.
Die Wertung der Werksmannschaften gewann A.J.S. (2994 Punkte) vor Harley-Davidson (2993 Punkte), Motosacoche (2975 Punkte) und Condor (2971 Punkte).
In der Klubwertung siegte der Moto-Club de Zurich mit 2995 Punkten vor dem Worcester-Club mit 2994 Punkten um dem Motosacoche-Club mit 2975 Punkten.